# Bleue Régine Tsoungui
Régine Bleue Tsoungui est une femme politique camerounaise née le 10 mars 1966 dans le village d'Angonfeme dans la commune de Ngomedzap, dans la région du Centre. Elle est le maire de la commune de Ngomedzap depuis 2020,,. Elle est membre du comité central du RDPC et a également occupé la fonction de député du département du Nyong-et-So'o.

## Biographie
Régine Bleue Tsoungui est l'aînée d'une grande fratrie d'une dizaine d'enfants. Elle est la fille de Sa Majesté Tsoungui Ayissi Laurent, haut fonctionnaire de l'État et de NNanga Rachel enseignante. Son père est Ewondo du clan des Tsinga et sa mère Bulu. Après des études supérieures en France, elle retourne au Cameroun et fait ses premiers pas en politique. Elle est élue député RDPC du département du Nyong-Et-So'o  au terme des élections législatives du 22 juillet 2007, et occupe la fonction jusqu'en mai 2012. Elle est élue comme membre suppléant du comité central du RDPC, parti au pouvoir, à l'issue des élections du 11 septembre 2011. Elle est à nouveau candidate aux élections législatives de 2013 mais ne les remporte pas. 
En mars 2020, elle remporte les élections municipales et est élue maire de l'arrondissement de Ngomedzap . 
Régine Bleue Tsoungui assure parallèlement la fonction de conseillère en communication pour le FEICOM,.

## Vie privée
Tsoungui Bleue Régine est veuve et mère d'un enfant. Son époux, Obama Mballa est décédé quelques années après la célébration de leur union.